# Florigerminis jurassica
Florigerminis jurassica (лат.) — вид цветковых растений из юрского периода Китая. Одно из самых древних цветковых. До обнаружения Qingganninginfructus formosa считался древнейшим цветковым.

## Описание
Окаменелость Florigerminis jurassica была найдена на севере Китая в регионе Внутренняя Монголия.
Его возраст оценивается в 164 млн лет.
Образец включает в себя не только стебель, но и цветочные почки с зачатками листьев и цветов.
Древнее растение имеет длину 4,2 сантиметра и ширину два сантиметра. Площадь крошечного бутона около трех квадратных миллиметров.

## История открытия
В 2022 году профессор Ван Синь из Нанкинского института геологии и палеонтологии Китайской Академии наук в сотрудничестве с учеными из Южно-Китайского сельскохозяйственного университета обнаружил бутон ископаемого цветка Florigerminis jurassica во Внутренней Монголии.